# Braine-le-Château
Pour les articles homonymes, voir Braine.
Braine-le-Château (en néerlandais Kasteelbrakel, en wallon Brinne-Tchestea) est une commune belge située en Brabant wallon (Région wallonne, Belgique).
Le village se caractérise par son riche patrimoine médiéval classé :
- le pilori érigé en 1521;
- le moulin banal (à partir du XIIe siècle);
- la maison du bailli (ca. 1535);
- le château des Comtes de Hornes et son parc;
- les mottes castrales des Monts;
- les chapelles Notre-Dame au Bois et Sainte-Croix.

## Toponymie
Le village doit probablement son nom à une corruption du mot celtique « bragonna » désignant des terrains marécageux recouverts de bruyères (donnant aussi le toponyme « Brakel » en néerlandais).
Le nom a évolué à travers les siècles : en latin Brania Castellum ou Brania Castelli (XIIe-XIIIe siècles), en français Braine le Castial (1302), Brayne le Chaslel (1334).

## Géographie

### Sections de la commune
| # | Nom               | Superf. (km²) | Habitants (2020) | Habitants par km² | Code INS |
| - | ----------------- | ------------- | ---------------- | ----------------- | -------- |
| 1 | Braine-le-Château | 14,45         | 6.927            | 479               | 25015A   |
| 2 | Wauthier-Braine   | 8,30          | 3.619            | 436               | 25015B   |

### Communes limitrophes
|        | Hal (Brabant flamand) |                 |
| Tubize | Braine-le-Château     | Braine-l'Alleud |
|        | Ittre                 |                 |

## Démographie

### Démographie: Avant la fusion des communes
- Source: DGS recensements population

### Démographie: Commune fusionnée
En tenant compte des anciennes communes entraînées dans la fusion de communes de 1977, on peut dresser l'évolution suivante:
Les chiffres des années 1831 à 1970 tiennent compte des chiffres des anciennes communes fusionnées.
- Source: DGS , de 1831 à 1981=recensements population; à partir de 1990 = nombre d'habitants chaque 1 janvier

## Histoire

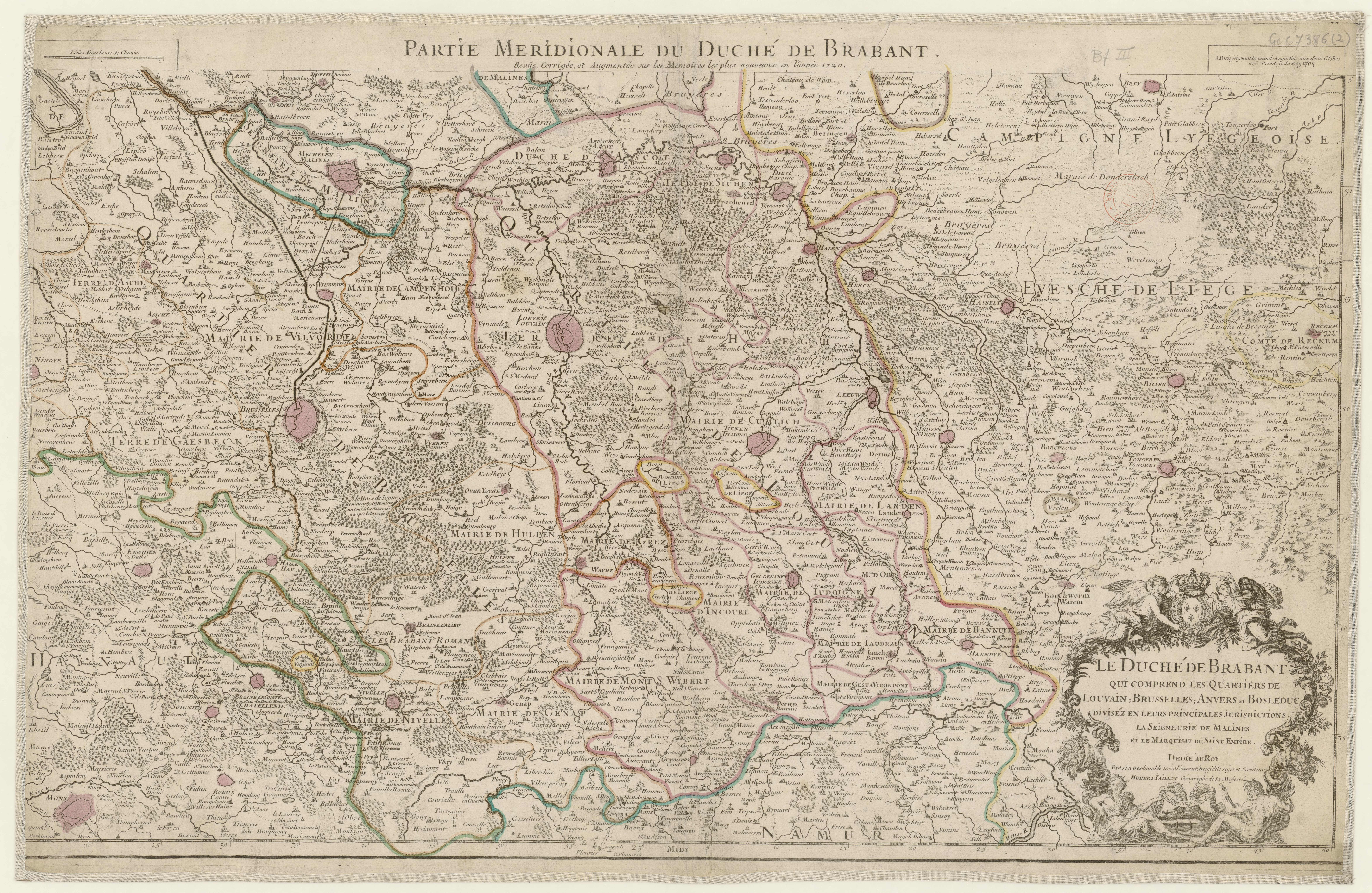
Carte du Duché de Brabant de 1720 illustrant l'inclusion de Braine-le-Château dans le Hainaut.

Braine-le-Château (ainsi que sa voisine Haut-Ittre) fait partie d’une dotation que sainte Waudru lègue au chapitre de Mons vers 650. Cette origine explique pourquoi la localité reste soumise aux comtes de Hainaut plutôt qu'aux comtes de Louvain (Duché de Brabant) comme les localités voisines, jusqu’à la révolution française où elle intègre le département de la Dyle puis la province de Brabant.

### Les seigneurs successifs
La seigneurie  de Braine-le-Château passe par plusieurs familles importantes :
Les Trazegnies (min. XIIIᵉ siècle - 1434) : La famille érige le château (un donjon défensif) sur Le Hain.

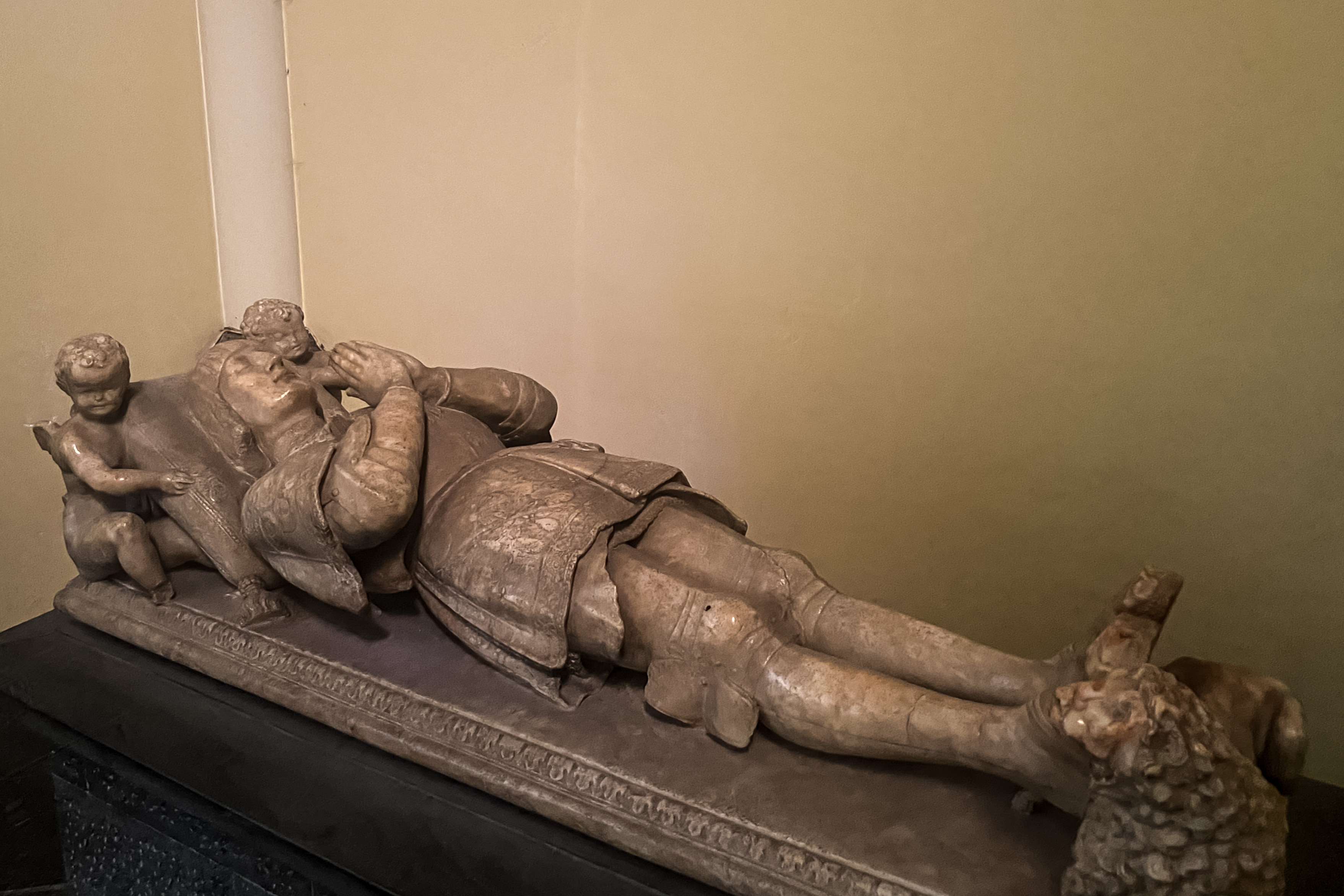
Gisant de Maximilien de Hornes (1475-1542) exposé dans l'Église Saint-Rémy à Braine-le-Château

Les Hornes : En 1434, Jacques d'Abcoude vend Braine-le-Château et Haut-Ittre à Jean de Hornes. Cette famille marque profondément l'histoire locale, notamment avec Maximilien de Hornes (1475 - 1542) qui devient chambellan de Charles Quint et chevalier de la Toison d’Or. Il fait construire le pilori qui existe encore aujourd'hui. Son gisant en albâtre est exposé dans l'église Saint-Rémy.
Les Tour et Taxis : En 1670 le comte Lamoral Claude François de Tour et Taxis acquiert la seigneurie de Braine-le-Château de la famille de sa femme Anna de Hornes ; En 1681, le comté de Braine-le-Château est nommé Principauté de la Tour et Tassis pour son fils Eugène Alexandre de Tour et Taxis afin de permettre à la famille de se hisser dans les rangs princiers hispano-néerlandais.
Les Robiano : En 1835, le comte Eugène Gaspard de Robiano achète le château. Stanislas de Robiano (1853-1909) légué le château à sa fille. Depuis il appartient aux comtes de Cornet de Ways-Ruart.

### Autre événements
Tarlier et Wauters notent ces événements dans leur Histoire des Communes belges :
- En 1578-1583, Braine et Haut-Ittre sont complètement abandonnés à cause des sièges de Nivelles : "Les différents sièges de Nivelles attirèrent de ce côté les troupes belligérantes, et les paysans, n'osant demeurer en leurs maisons, se dispersèrent çà et là, « vivant en grande pauvreté », en sorte que la plupart allèrent « de vie à trépas »".
- En 1649, passage des troupes de l'archiduc Léopold-Guillaume de Habsbourg qui se rendait en France : "les habitants furent forcés d'abandonner leurs demeures et de se cacher dans les bois avec leur bétail".
- Le 1er avril 1668, les Français incendient le château et le village lors de la guerre de Dévolution franco-espagnole.
- Le 17 juin 1815, Braine-le-Château est occupé par l'avant-garde du corps du prince Guillaume Frédéric d'Orange-Nassau : "ces troupes coupaient ainsi la route de Mons à Bruxelles et le chemin de Nivelles à Hal, et se trouvaient à portée de rejoindre, au premier appel, le gros de l'armée de Wellington. Après la bataille, tout le corps du prince passa par Braine pour se diriger vers Nivelles".

Le village voisin de Wauthier-Braine est administrativement attaché à Braine-le-Château depuis le 1er janvier 1977.

## Héraldique
|  | La ville possède des armoiries qui lui ont été octroyées le 18 décembre 1991. Elles remplaçaient celles octroyées le 21 juillet 1923 dont le blasonnement était : Ecartelé aux 1 et 4 d'or à trois huchets de gueules virolés d'argent, au 2 de sable au lion d'argent, at 3 d'hermine à la bande de gueules chargée de trois coquilles d'or posées dans le sens de la bande; l'écu sommé d'un heaume posé de profil et entouré du collier de la Toison d'Or. Les anciennes armoiries étaient basées sur le sceau de la commune du XVIe siècle lequel montrait les armoiries de Martin van Horn(e), Seigneur de Braine-le-Château. Les premier et quatrième quartier montrent les armoiries du Comté de Horn. La signification des autres quartiers n'a pas été trouvée. Dans les nouvelles armoiries celles de Horn sont combinées avec les deux chevrons de l'Abbaye de Wauthier-Braine. Blasonnement : Ecartelé aux 1 et 4 d'or à trois huchets de gueules virolés d'argent, aux 2 et 3 d'argent à deux chevrons de sable. Source du blasonnement : Heraldy of the World. |

## Politique et administration

### Conseil et collège communal 2024-2030
Ci-dessous, le tableau des résultats des élections communales de 2024.
| Parti | Parti             | Voix (2024) | Voix (2018) | % (2024) | % (2018) | +/-     | Sièges  | +/- | Collège |
| ----- | ----------------- | ----------- | ----------- | -------- | -------- | ------- | ------- | --- | ------- |
|       | ECOLO             | 811         | 2.275       | 12,83%   | 35,76%   | 22.94 % | 2 / 21  | 5.0 | Non     |
|       | RB                | 5.090       | 4.086       | 80,50%   | 64,24%   | 16.26 % | 19 / 21 | 5.0 | Oui     |
|       | La voix Citoyenne | 422         | -           | 6,67%    | -        | 0.0 %   | 0 / 21  | 0.0 | Non     |
| Total | Total             | 6 323       | 6 361       | 100 %    | 100 %    |         | 21      |     |         |

| Collège communal   |                   |         |
| ------------------ | ----------------- | ------- |
| Bourgmestre        | Nicolas Tamigniau | RB      |
| 1er Échevin        | Francis Brancart  | PS - RB |
| 2e Échevine        | Julie Sacré       | RB      |
| 3e Échevin         | Vincent Peetroons | RB      |
| 4e Échevin         | Antoine Sampoux   | RB      |
| 5e Échevine        | Patricia Deridder | RB      |
| Présidente du CPAS | Amandine Heinen   | RB      |

## Patrimoine et culture

### Patrimoine architectural

#### Le château

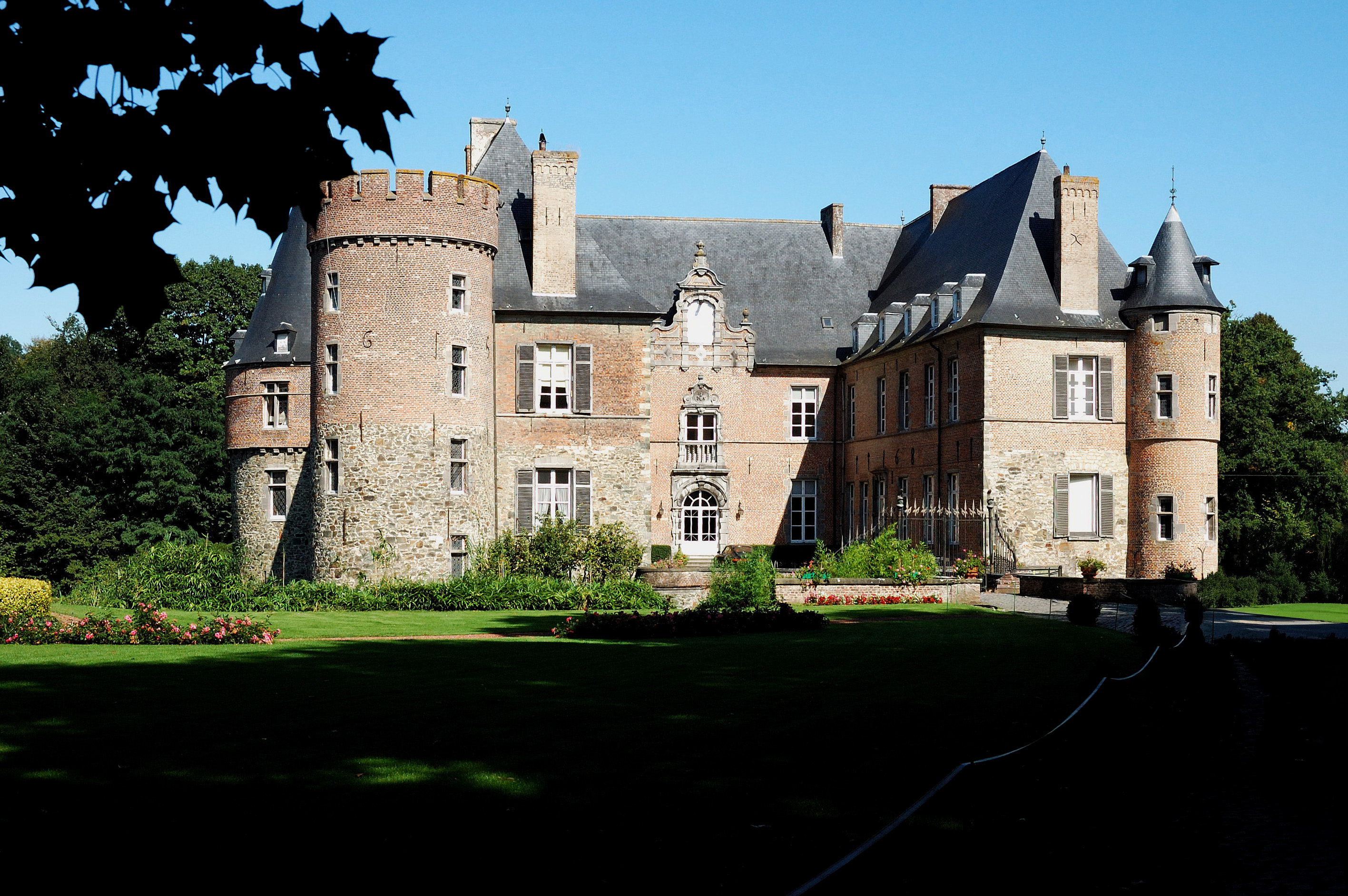
Château de Braine-le-Château et sa cour intérieure, vue de la façade sud.

Le château de Braine-le-Château est une ancienne forteresse médiévale édifiée au début du XIIIᵉ siècle par les seigneurs de Trazegnies, sur la rivière Le Hain et entourée de douves. D'abord conçu comme un donjon défensif, le site s'agrandit rapidement en quadrilatère fortifié.
Au XVIᵉ siècle, sous Maximilien de Hornes, le château subit une profonde transformation : le châtelet d’entrée est détruit, de grandes fenêtres percées et l'ensemble se mue progressivement en demeure d’agrément. 
En 1668, le château est fortement endommagé par les troupes du jeune Louis XIV lors de la guerre de Dévolution . Une grande campagne de restauration est menée entre 1669 et 1681.
La structure reste inchangée jusqu’en 1836, date de son acquisition par les comtes de Robiano, qui en assurent l’entretien et le développement patrimonial. Le château appartient aujourd’hui à la famille Cornet de Ways-Ruart, descendants des Robiano.
Propriété privée, le château ne se visite pas. Le parc et ses arbres remarquables est accessible lors de visites guidées notamment durant les Journées du patrimoine.

#### Le pilori

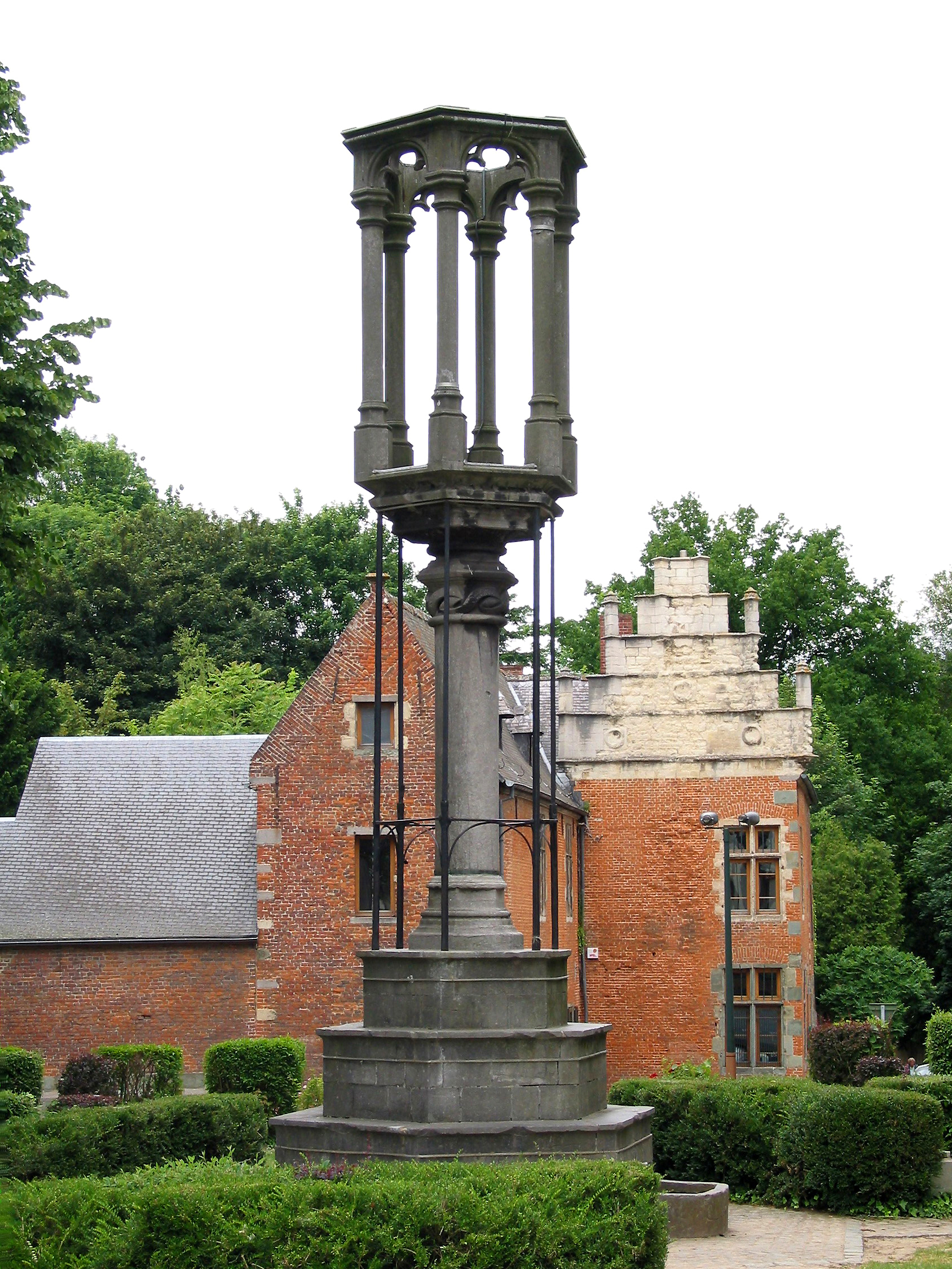
Le pilori de Braine-le-Château avant sa restauration de 2019. À l'arrière-plan, la maison du Bailli et son pignon Renaissance.

Le pilori est érigé en 1521 par le seigneur local, Maximilien de Hornes, chambellan de Charles Quint. Situé au beau milieu de la place du village, il servait à l’exposition publique des condamnés pour des délits mineurs. 
Réalisé en pierre bleue, il mesure environ 8,4 mètres, soit deux fois la hauteur habituelle des anciens piloris belges ou européens. Sa partie supérieure, appelée « lanterne », pouvait accueillir un homme debout. Cet aspect le rend unique en Europe, autant par sa hauteur que par son couronnement à six branches. La banderole de pierre porte l'inscription : « Maximilien de Hornes, seigneur de Gaesbeek, chevalier de l’ordre de l’empereur 1521 ».
Le pilori est menacé de destruction en 1794 lors de la Révolution française. Il aurait cependant été sauvé grâce à l’intervention du dernier bailli, Justinien Thienpont, et des villageois attachés à leur patrimoine.
Les bacs en pierre à la base sont ajoutés lors d'une restauration en 1847 et une pompe fut installée à la base, transformant temporairement le pilori en fontaine avant la guerre de 1914.
Sa silhouette d’origine est restaurée en 2019 : ajout d’une colonnette centrale, toiture métallique triangulaire et insertion des armoiries de Maximilien de Hornes.
Symbole de la commune, il est classé monument historique depuis 1936 et reconnu patrimoine exceptionnel de Wallonie depuis 2022.

#### La maison du Bailli
Ce bâtiment construit autour de 1535 est remarquable par son pignon Renaissance en grès, ses trois œils-de-bœuf aveugles, et ses cinq cordons saillants.
L'édifice servait d’habitation et de bureau au bailli, mandataire du seigneur, responsable de l’examen des affaires criminelles et de la haute justice seigneuriale sous l’Ancien Régime.
Aujourd’hui, elle accueille le Royal Syndicat d’Initiative, organise des expositions temporaires et abrite un centre d’interprétation dédié aux outils et métiers anciens.

#### Le moulin banal

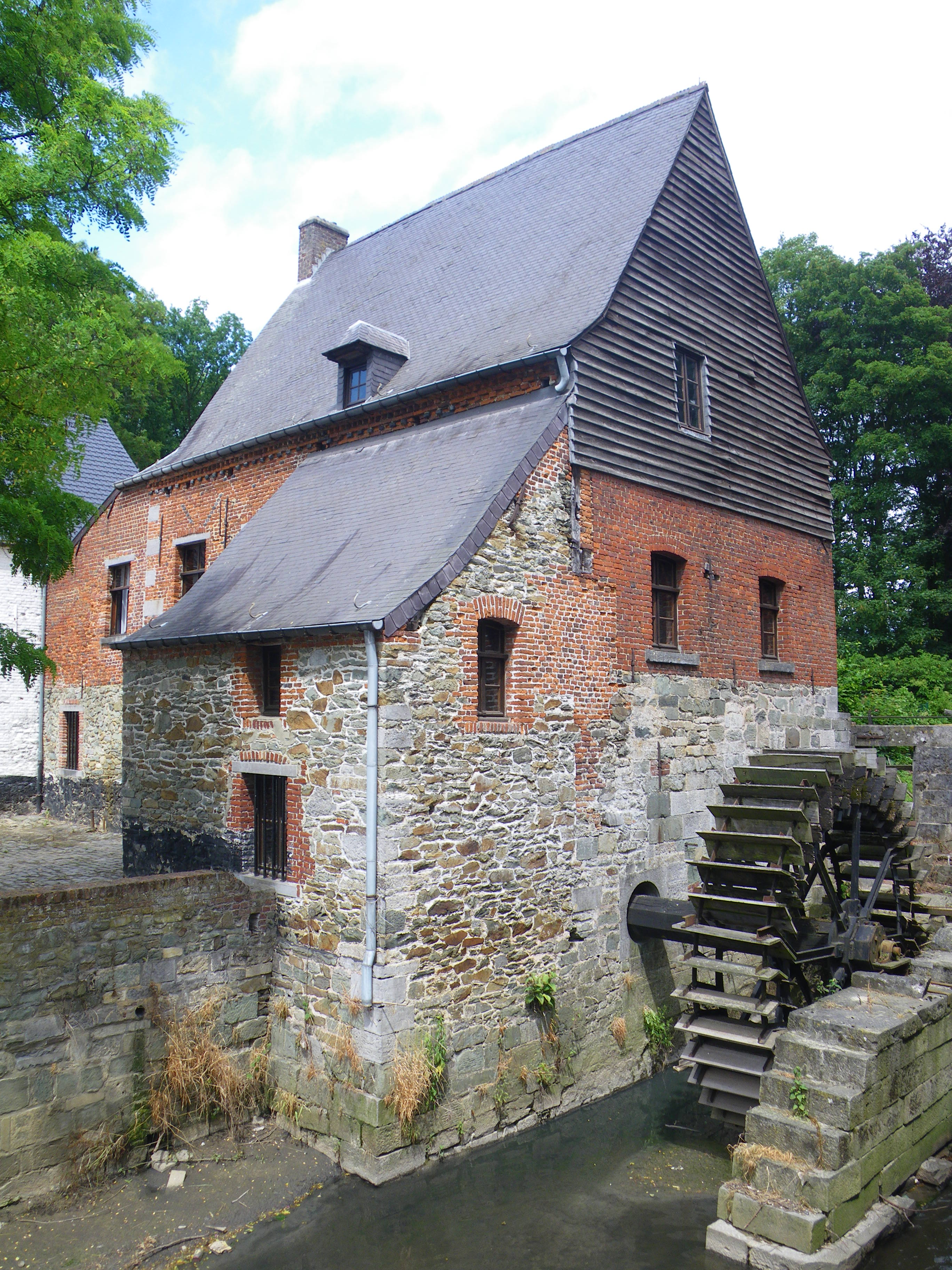
Le moulin banal et sa roue à aubes.

Moulin à eau dont l’existence est attestée depuis 1226. À l’origine, c’était une dépendance du château et sa propriété était partagée entre le seigneur local et le chapitre de Sainte-Waudru à Mons. Sous l’Ancien Régime, les paysans de Braine-le-Château et de Haut-Ittre étaient obligés par le droit seigneurial de venir y moudre leur grain et de payer une redevance appelée « banalité », qui équivalait généralement à un vingtième ou à un sac sur vingt-deux de leur production. 
Le bâti actuel combine des éléments du XVIᵉ siècle (façade), des agrandissements du XVIIIᵉ siècle (dont le logis du meunier) et du XIXᵉ siècle (grange attenante). Il est construit en pierre d’arkoze, granit et briques locales. 
Il fonctionnait à l’aide d’une roue verticale alimentée par la rivière Le Hain. Le moulin a cessé ses activités de meunerie en 1947. Il est classé depuis 1970.

### Autre patrimoine

#### Les Monts
Le lieu-dit des Monts désigne un site de collines boisées à proximité de la chapelle Sainte-Croix. Il s'agit de mottes castrales qui ont hébergé le premier château de Braine-le-Château, aujourd'hui disparu, auquel le village doit son nom. Le site figure sur la liste du patrimoine immobilier exceptionnel de la Région wallonne.

### Patrimoine végétal
Le parc du château abrite un if commémorant la décapitation de Philippe de Montmorency le 5 juin 1568. Il s'agit de l'arbre commémoratif le plus ancien de Wallonie dont la date de plantation soit connue.
L'Inventaire des parcs et jardins de Belgique liste également ces arbres remarquables dans le parc : un platane (Platanus x hispanica)  entre le château et les anciennes écuries, un marronnier (Aesculus hippocastanum), un tilleul argenté pleureur (Tilia petiolaris), un frêne (Fraxinus excelsior), un hêtre pourpre (Fagus sylvatica 'Atropurpurea'), une haie basse de symphorine (Symphoricarpus orbiculatus), un chêne pédonculé (Quercus robur), un tilleul argenté pleureur (Tilia petiolaris), deux hêtres pourpres (Fagus sylvatica 'Atropurpurea'), un magnolia à grandes fleurs (Magnolia grandiflora), un cyprès (Chamaecyparis pisifera 'Boulevard'), un chêne sessile (Quercus petraea).

### Culture

#### Folklore
- Cortège carnavalesque "bouts de ficelle : le dimanche 28 jours avant Pâques.
- Les Rencontres médiévales : tous les deux ans, le village se transforme durant quelques jours en bourg moyenâgeux avec son marché, ses combats de chevaliers, ses saltimbanques, ses spectacles et ses nombreuses animations médiévales. Le centre historique de Braine-le-Château est alors entièrement piétonnier et son accès est gratuit pendant tout le week-end.

## Galerie

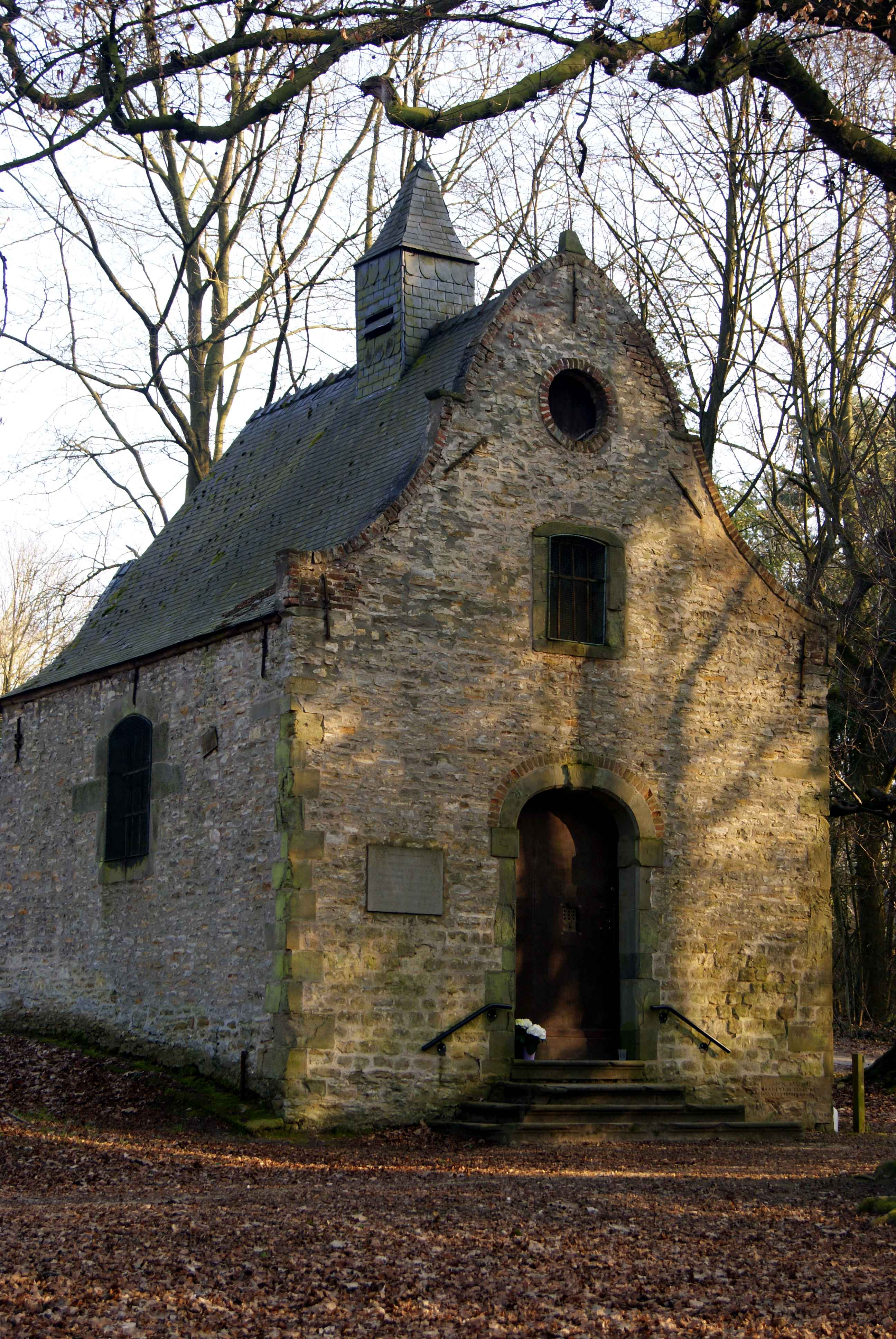
Chapelle Notre-Dame-au-Bois.
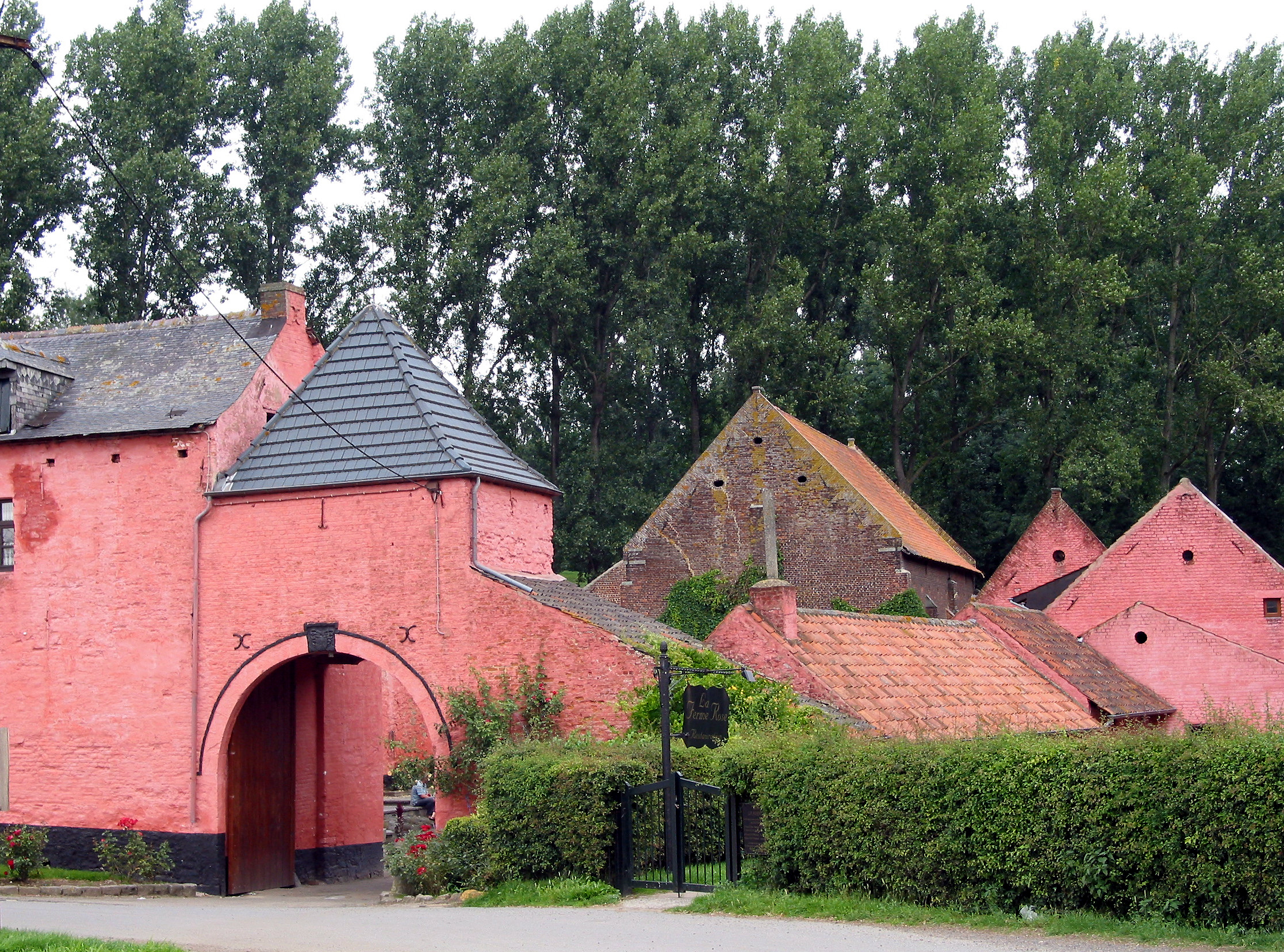
La ferme Binchefort, dite "Ferme rose"
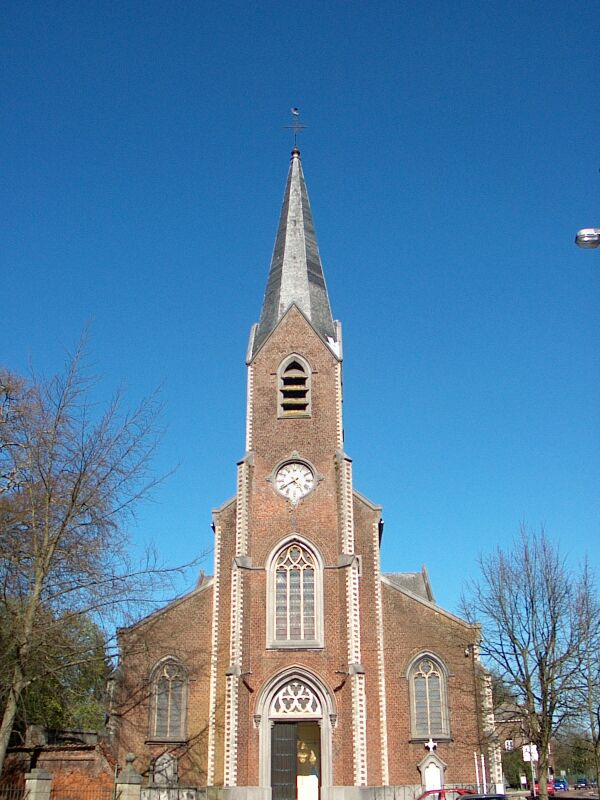
Église Saint-Rémy

## Économie

### Commerces
Des commerces de petites ou de grandes surfaces sont présents sur toute la commune. La plupart des restaurants, bars et commerces se situent sur Braine-le-Château. Wauthier-Braine héberge une partie de la Zone d'activité économique Vallée du Hain.

## Personnalités liées
- Remi de Halut (-1568), officier et fournisseur aux armées, directeur de la Fonderie royale de Malines et fondeur d'artillerie de Charles-Quint et Philippe II.
- Charles, auteure-compositrice-interprète, originaire de Braine-le-Château.
- Frans Depooter (1898-1987), peintre cofondateur du Groupe Nervia, a résidé à Wauthier-Braine et réalisé plusieurs paysages dans le village.